# Tunnel d'aquarium

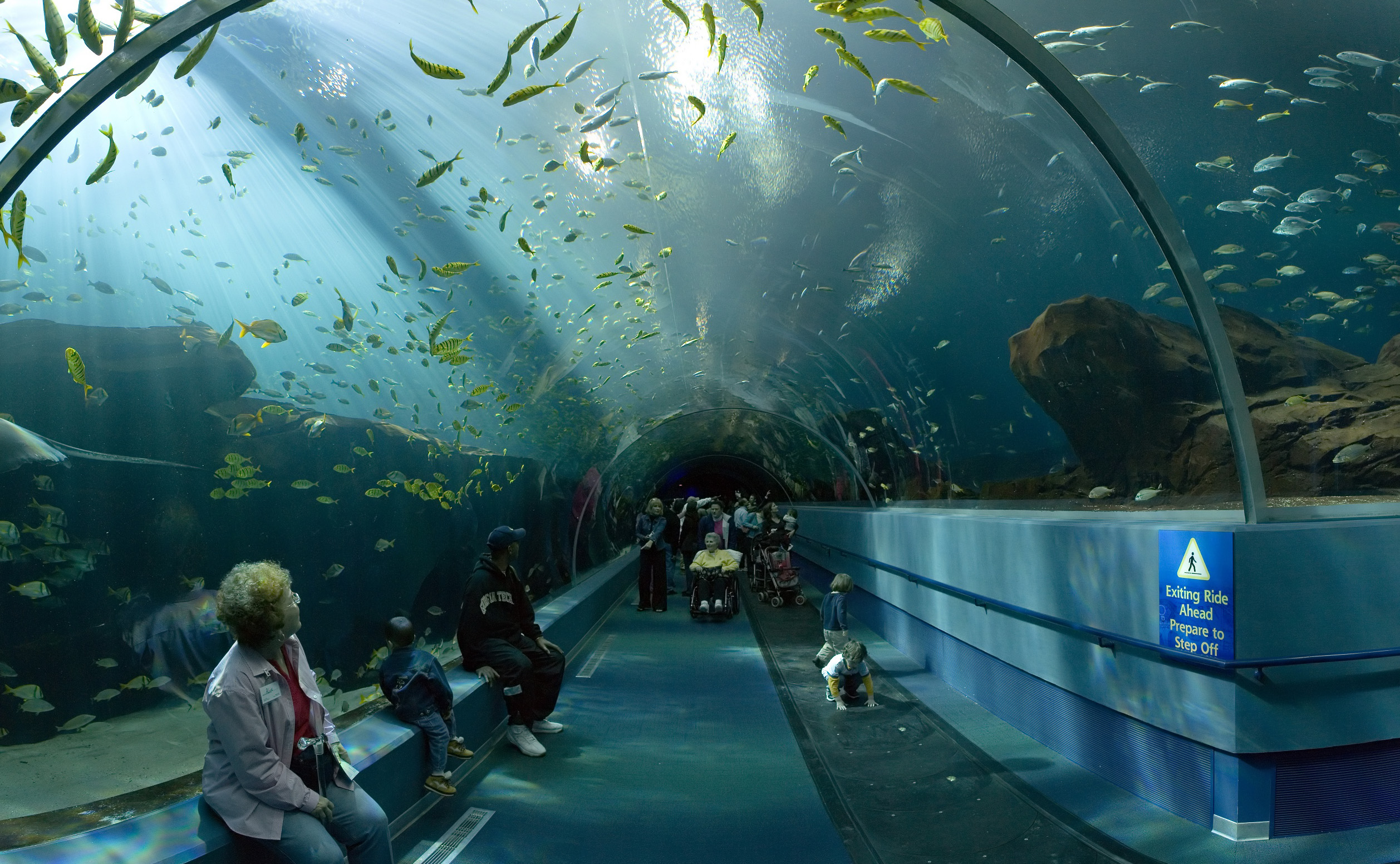
Un tunnel à l'aquarium de Géorgie.

Un tunnel d'aquarium est un tunnel subaquatique (en) aux parois transparentes qui traverse un aquarium de grande dimension. Ce type d'installation constitue une attraction commune dans les aquariums publics, où il met souvent en évidence une importante mégafaune marine, en particulier des requins.,
La plupart des tunnels sont cylindriques, bien qu'il en existe de carrés ou d'elliptiques, ceci pour les élargir tout en maintenant le haut du tunnel au plus près des visiteurs. Ils sont généralement fabriqués en verre acrylique épais,.